# Stazione di Stoccarda-Untertürkheim
La stazione di Stoccarda-Untertürkheim (in tedesco Stuttgart-Untertürkheim) è una stazione di S-Bahn e treni regionali nel quartiere di Untertürkheim a Stoccarda.